# Ørkenens Sønner (loge)
|  | Denne artikel handler om den internationale loge Ørkenens Sønner. For andre betydninger se Ørkenens Sønner (flertydig) |
The Sons of the Desert (eng. Ørkenens Sønner) er et internationalt broderskab, der er opstået som en hyldest komikerne Stan Laurel og Oliver Hardy, bedre kendt som Gøg og Gokke. Organisationen har navn efter den loge, Gøg og Gokke tilhører i filmen Sons of the Desert fra 1933.
Forfatteren John McCabe dannede i 1964 efter udgivelsen af biografien "Mr. Laurel and Mr. Hardy" en lille gruppe af Gøg og Gokkes beundrere, der også talte Orson Bean, tegneserietegner Al Kilgore, Chuck McCann og John Municino. McCabe skrev en humoristisk-alvorlig "vedtægt" som en parodi på andre foreninger. Stan Laurel anerkendte, gennemlæste den og kom med humoristiske rettelser til dokumentet; han foreslog, at medlemmer kunne bære fez eller et badge med mottoet "Two Minds Without a Single Thought" – "to hjerner uden én tanke". Medgrundlæggeren Kilgore skabte et logo med mottoet på latin (for at leve op til Laurels ønske om, at organisationen skulle have en "halv-akademisk" værdighed): Duae tabulae rasae in quibus nihil scriptum est – "to slettede tavler, hvorpå intet er skrevet."
Det første møde holdt The Sons of the Desert  i New York City i 1965, kort efter Stan Laurels død. McCabes gruppe bredte sig hurtigt til andre amerikanske byer og siden til andre lande. I stil med det fandenivoldske "ørken"-tema kaldes hver lokale afdeling for et "telt", og er navngivet efter en af Gøg og Gokkes film. Der findes over 100 aktive telte verden over og medlemmerne mødes jævnligt for at nyde Gøg og Gokkes film i en uformel atmosfære. Mange af de afdelinger, der blev dannet i 1960'erne, er aktive i dag.
Ud over de lokale og regionale møder arrangerer The Sons of the Desert internationale kongresser. De begyndte i 1978, og har fundet sted hvertandet år. De fleste arrangeres i USA, men enkelte har også været afholdt i andre lande. Skuespillere og teknikere, som arbejdede med Laurel og Hardy er hyppige gæster, og sjældne film og andre klenodier bliver præsenteret.

## Telte i Danmark
- Hats Off Tent, Oase #105, Brønshøj
- Be Big Tent, Oase #233, Glostrup
- The Midnight Patrol Tent, Oase #300, Svebølle pr. Kalundborg

## Kultur og Medier
Organisationen har været profileret i medierne som regel i nyhedsrelateret sammenhæng, som når forsvundne film er genfundet. I 1974 lavede fjernsynskanalen BBC en dokumentarfilm om Sønnerne, kaldet Cuckoo.
NBCs show Real People var medvirkende til at gøre Sønnerne nationalt kendt i 1980. CBN kabel-tv lavede en Gøg og Gokke filmmaraton og inviterede medlemmer af The Sons of the Desert fra hele Amerika til at deltage den landsdækkende udsendelse. I 1987 producerede Alexander Marshall en dokumentar om Sønnerne, der hed "Revenge of the Sons of the Desert" med kommentarer fra flere berømtheder. Dokumentarfilmen vandt en Emmy Award og viste organisationen ved en af de internationale kongresser. Filmen er med på DVDsættet The Laurel & Hardy Collection, Volume One, der blev udgivet i 2006.
I Danmark har komikergruppen Ørkenens Sønner hentet inspiration fra både filmen og organisationen.